# 레날 가네예프
레날 라밀레비치 가네예프(러시아어: Рена́ль Рами́левич Гане́ев, 1985년 1월 13일~)는 러시아의 펜싱 선수로 주 종목은 플뢰레이다. 그리스 아테네에서 열린 2004년 하계 올림픽의 남자 플뢰레 단체전에서 동메달을 획득하였다.